# Tethinosoma fulvifrons
Tethinosoma fulvifrons är en tvåvingeart som först beskrevs av Frederick Wollaston Hutton 1901.  Tethinosoma fulvifrons ingår i släktet Tethinosoma och familjen Canacidae. Inga underarter finns listade i Catalogue of Life.